# Pustinjski jež
Pustinjski jež (lat. Paraechinus aethiopicus) je vrsta sisavaca iz porodice Erinaceidae.

## Rasprostranjenost
Živi u državama kao što su: Alžir, Čad, Džibuti, Egipat, Eritreja, Irak, Izrael, Jordan, Kuvajt, Libija, Mali, Mauritanija, Maroko, Niger, Oman, Saudijska Arabija, Somalija, Sudan, Sirija, Tunis, Ujedinjeni Arapski Emirati, Zapadna Sahara, Jemen i eventualno Etiopija.

## Anatomija i ponašanje
Jedan je od manjih ježeva. Ima dužinu između 13 i 26 centimetara i teži između 300 i 440 grama. Bodlje na leđima mogu biti naborane. Ako se osjeća ugroženo, može koristiti mišiće koji zatežu kožu, kako bi se sklupčao. Pretvara se u loptu, čiji šiljci vire u svim smjerovima, što je odlična obrana.

## Hrana
Pustinjski ježevi prvenstveno jedu kukce i druge beskralježnjake, ali ponekad će pojesti jaja, male kralješnjake i biljke. 

## Razmnožavanje
Razmnožavanje počinje u ožujku, nakon što je završio zimski san. Ženka pustinjskog Ježa rađa do šest mladih u brlogu ili skrivenom gnijezdu, a nakon trudnoće koja traje oko 30 do 40 dana. Mladi su rođeni gluhi i slijepi te s bodljama koje se nalaze odmah ispod kože kako bi se spriječilo oštećenje ženke tijekom poroda. Bodlje se pojavljuju u roku od nekoliko sati, a oči se otvaraju nakon 20 dana. Mladi pustinjski ježevi odbijaju se od sise nakon 40 dana. Svake godine se rađa jedno leglo.

## Prijetnje
Pustinjski jež je česta vrsta s velikom populacijom i široko je rasprostranjena. Vjeruje se da je prilično otporan na promjene u staništu te da nisu ugroženi. Zasad nema većih prijetnja za tu vrstu iako ima naznaka da ih povećanje prometa u pustinji ugrožava.

## Podvrste
- Paraechinus aethiopicus aethiopicus Ehrenberg, 1832
- Paraechinus aethiopicus albatus Thomas, 1922
- Paraechinus aethiopicus deserti Loche, 1858
- Paraechinus aethiopicus ludlowi Thomas, 1919
- Paraechinus aethiopicus pectoralis Heuglin, 1861

Izvori za podvrste